# Cheilotrichia noctivagans
Cheilotrichia noctivagans là một loài ruồi trong họ Limoniidae. Chúng phân bố ở miền Tân bắc.